# Gibberula
Genre
Gibberula est un genre de mollusques gastéropodes marins de la famille des Cystiscidae.

## Liste d'espèces
Selon World Register of Marine Species (9 mai 2023) :
- Gibberula ablita (Laseron, 1957)
- Gibberula abyssicola Locard, 1897
- Gibberula achenea (B. Roth & Coan, 1971)
- Gibberula adyae Espinosa & Ortea, 2019
- Gibberula adzubae Ortea, 2015
- Gibberula aequatorialis (Thiele, 1925)
- Gibberula agapeta (R. B. Watson, 1886)
- Gibberula agricola Faber, 2005
- Gibberula ahuiri T. Cossignani, 2020
- Gibberula albotriangularis Rolán & F. Fernandes, 1997
- Gibberula almadiensis Pin & Boyer, 1995
- Gibberula almo (Bartsch, 1915)
- Gibberula amonorum T. Cossignani & Lorenz, 2021
- Gibberula andreahirundae T. Cossignani & Lorenz, 2019
- Gibberula angelarum T. Cossignani & Lorenz, 2018
- Gibberula aperta McCleery, 2008
- Gibberula ardovinii T. Cossignani, 2006
- Gibberula arubagrandis McCleery, 2008
- Gibberula asellina Jousseaume, 1875
- Gibberula atlantidea (Knudsen, 1956)
- Gibberula atwoodae Ortea, 2015
- Gibberula audreyae T. Cossignani, 2006
- Gibberula aurata (Bavay in Dautzenberg, 1912)
- Gibberula aurelieae Ortea, 2017
- Gibberula ayzae Ortea & Moro, 2020
- Gibberula baisrei Espinosa & Ortea, 2007
- Gibberula belizensis McCleery, 2008
- Gibberula benguelensis Jousseaume, 1875
- Gibberula bensoni (Reeve, 1865)
- Gibberula benyi Espinosa & Ortea, 2006
- Gibberula betancourtae Ortea, 2015
- Gibberula boettgeri (Maltzan, 1884)
- Gibberula borbonica Boyer, 2014
- Gibberula boulmerkae Ortea, 2015
- Gibberula boyeri T. Cossignani, 2006
- Gibberula bozzettii T. Cossignani & Lorenz, 2020
- Gibberula bribri Espinosa & Ortea, 2000
- Gibberula bulbosa (Reeve, 1865)
- Gibberula burnupi (G. B. Sowerby III, 1897)
- Gibberula caelata (Monterosato, 1877)
- Gibberula candida T. Cossignani, 2008
- Gibberula caribetica Espinosa & Ortea, 2002
- Gibberula castropol Ortea, 2022
- Gibberula catenata (Montagu, 1803)
- Gibberula cavernicola Espinosa & Ortea, 2007
- Gibberula cavinae T. Cossignani & Perugia, 2010
- Gibberula ceciliae Espinosa & Ortea, 2019
- Gibberula celerae McCleery, 2008
- Gibberula charpentierae Ortea, 2022
- Gibberula cherubini (Bavay, 1922)
- Gibberula chiarae Bozzetti & T. Cossignani, 2009
- Gibberula chudeaui (Bavay, 1910)
- Gibberula chumi Espinosa & Ortea, 2019
- Gibberula cincta Boyer, 2003
- Gibberula colombiana Boyer, 2003
- Gibberula columnella (Bavay in Dautzenberg, 1912)
- Gibberula compressa (Laseron, 1957)
- Gibberula conejoensis McCleery, 2008
- Gibberula confusa Gofas, 1989
- Gibberula cozzii Ortea & Moro, 2020
- Gibberula crassa McCleery, 2009
- Gibberula crisae Ortea & Moro, 2020
- Gibberula cristata Gofas, 1989
- Gibberula cristinae Tisselli, Agamennone & Giunchi, 2009
- Gibberula cucullata Gofas & F. Fernandes, 1988
- Gibberula dailyae Espinosa & Ortea, 2020
- Gibberula dasieli Espinosa & Ortea, 2020
- Gibberula debilis (Pease, 1871)
- Gibberula decorfasciata Rolán & F. Fernandes, 1997
- Gibberula delapazi Ortea & Moro, 2020
- Gibberula delarrochae Ortea, 2015
- Gibberula dennisi Ortea & Moro, 2020
- Gibberula dens (Reeve, 1865)
- Gibberula denticulata Boyer, 2018
- Gibberula dentiformis (Thiele, 1930)
- Gibberula diadema Pin & Boyer, 1995
- Gibberula differens (E. A. Smith, 1904)
- Gibberula diplostreptus (May, 1915)
- Gibberula dosmosquises Espinosa, Ortea & Caballer, 2011
- Gibberula doudnae Ortea, 2022
- Gibberula dulcis (E. A. Smith, 1904)
- Gibberula elisae Bozzetti & T. Cossignani, 2009
- Gibberula eloinae Espinosa & Ortea, 2007
- Gibberula elvirae Moreno, 2012
- Gibberula epigrus (Reeve, 1865)
- Gibberula estherae Ortea & Moro, 2017
- Gibberula eugeniae Espinosa & Ortea, 2019
- Gibberula evadne (Dall & C. T. Simpson, 1901)
- Gibberula evandroi Ortea & Moro, 2018
- Gibberula farlensis McCleery, 2009
- Gibberula fatimae Ortea & Moro, 2018
- Gibberula ficula (Murdoch & Suter, 1906)
- Gibberula fluctuata (C. B. Adams, 1850)
- Gibberula fortis McCleery, 2008
- Gibberula fortisminor McCleery, 2008
- Gibberula gabryae Bozzetti, 1993
- Gibberula garzae Espinosa & Ortea, 2019
- Gibberula gironai Espinosa & Ortea, 2007
- Gibberula giulianae T. Cossignani & Lorenz, 2020
- Gibberula goodallae Ortea, 2015
- Gibberula gradatim McCleery, 2008
- Gibberula grafae Ortea, 2015
- Gibberula granulinaformis McCleery, 2008
- Gibberula gruveli (Bavay in Dautzenberg, 1912)
- Gibberula hardingae (Dell, 1956)
- Gibberula hendricksae Ortea, 2015
- Gibberula hernandezi Contreras & Talavera, 1988
- Gibberula hirami Espinosa & Ortea, 2007
- Gibberula hoffmanni T. Cossignani & Lorenz, 2022
- Gibberula infundibulum Bozzetti, 1994
- Gibberula inopinata (Barnard, 1962)
- Gibberula insularum (B. Roth & Coan, 1971)
- Gibberula isinbayevae Ortea, 2015
- Gibberula jansseni van Aartsen, Menkhorst & Gittenberger, 1984
- Gibberula japonica (Nomura & Hatai, 1940)
- Gibberula jayi Boyer, 2014
- Gibberula jeanae Lussi & G. Smith, 1998
- Gibberula jenphillipsi McCleery, 2008
- Gibberula jorgefoyoi Espinosa & Ortea, 2007
- Gibberula judithae Ortea & Moro, 2017
- Gibberula lacasito Ortea, Moro & Espinosa, 2020
- Gibberula lachryma (Reeve, 1865)
- Gibberula lalaina Bozzetti, 2012
- Gibberula langostera Espinosa & Ortea, 2007
- Gibberula laritzae Espinosa & Ortea, 2014
- Gibberula lavalleeana (d'Orbigny, 1842)
- Gibberula laviuda Espinosa & Ortea, 2019
- Gibberula lazaroi Contreras, 1992
- Gibberula lecourtorum T. Cossignani & Lorenz, 2022
- Gibberula leibovitzae Ortea, 2015
- Gibberula lessingae Ortea, 2015
- Gibberula lifouana (Crosse, 1871)
- Gibberula linanprietoae T. Cossignani & Ahuir, 2020
- Gibberula lorenziana Bozzetti, 1997
- Gibberula louisae (Bavay, 1913)
- Gibberula lucia Jousseaume, 1877
- Gibberula luglii T. Cossignani, 2001
- Gibberula lutea Jousseaume, 1884
- Gibberula macarioi Espinosa & Ortea, 2006
- Gibberula macula McCleery, 2009
- Gibberula madbelono Ortea, 2017
- Gibberula maldiviana (T. Cossignani, 2001)
- Gibberula mamillata Boyer, 2014
- Gibberula mandyi Espinosa & Ortea, 2006
- Gibberula manzanillera Espinosa & Ortea, 2019
- Gibberula mapipi Ortea, 2017
- Gibberula marcelae Espinosa & Ortea, 2019
- Gibberula marinae Wakefield & McCleery, 2004
- Gibberula marioi Espinosa & Ortea, 2000
- Gibberula mariscali Espinosa & Ortea, 2007
- Gibberula martae Ortea & Moro, 2020
- Gibberula martinae T. Cossignani, 2001
- Gibberula martingaiteae Ortea, 2015
- Gibberula mazagonica (Melvill, 1893)
- Gibberula mendacis Gofas, 1989
- Gibberula metoo Ortea & Moro, 2018
- Gibberula michelahringi T. Cossignani & Lorenz, 2021
- Gibberula miliaria (Linnaeus, 1758)
- Gibberula mimetica Gofas, 1989
- Gibberula mirpuriolo Ortea, Moro & Espinosa, 2020
- Gibberula modica Gofas & F. Fernandes, 1988
- Gibberula mooi T. Cossignani & Lorenz, 2020
- Gibberula morchii (Redfield, 1870)
- Gibberula moscatellii Boyer, 2004
- Gibberula navratilovae Ortea, 2015
- Gibberula nebulosa Boyer, 2002
- Gibberula nilsi Espinosa & Ortea, 2007
- Gibberula norvisae Espinosa & Ortea, 2014
- Gibberula novemprovincialis (Yokoyama, 1928)
- Gibberula nuryana Ortea & Moro, 2018
- Gibberula nussbaumae Ortea, 2015
- Gibberula occidentalis McCleery, 2008
- Gibberula ocellus (Dall, 1927)
- Gibberula olivai Espinosa & Ortea, 2006
- Gibberula olivella T. Cossignani, 2001
- Gibberula omneiae T. Cossignani & Lorenz, 2020
- Gibberula oriens McCleery, 2008
- Gibberula oryza (Lamarck, 1822)
- Gibberula ovata Habe, 1951
- Gibberula ovoides Boyer, 2017
- Gibberula pacifica (Pease, 1868)
- Gibberula palazzii T. Cossignani, 2001
- Gibberula pallata (Bavay, 1912)
- Gibberula palmasola Espinosa, Ortea & Caballer, 2011
- Gibberula peterbonuttii T. Cossignani & Lorenz, 2018
- Gibberula pfeifferi Faber, 2004
- Gibberula phantasma Espinosa & Ortea, 2019
- Gibberula philippii (Monterosato, 1878)
- Gibberula pignonae Ortea, 2015
- Gibberula poppei T. Cossignani, 2001
- Gibberula pulchella (Kiener, 1834)
- Gibberula punctillum Gofas & F. Fernandes, 1988
- Gibberula quadrifasciata (Marrat, 1873)
- Gibberula quatrefortis McCleery, 2008
- Gibberula ramsi Espinosa & Ortea, 2007
- Gibberula raquelae Ortea & Moro, 2018
- Gibberula rauli F. Fernandes, 1987
- Gibberula recondita Monterosato, 1884
- Gibberula robinsonae Ortea, 2015
- Gibberula ronchinorum Bozzetti, 2017
- Gibberula rowlingae Ortea, 2015
- Gibberula rufanensis (W. H. Turton, 1932)
- Gibberula sassenae Ortea, 2015
- Gibberula savignyi (Issel, 1869)
- Gibberula scalarispira Bozzetti, 1997
- Gibberula sebastiani Bozzetti, 1997
- Gibberula secreta Monterosato, 1889
- Gibberula sierrai Espinosa & Ortea, 2000
- Gibberula silviae Espinosa & Ortea, 2019
- Gibberula simii T. Cossignani & Lorenz, 2019
- Gibberula simonae Smriglio, 2003
- Gibberula socoae Espinosa & Ortea, 2019
- Gibberula soniae Espinosa & Ortea, 2019
- Gibberula spiriplana (Jousseaume, 1882)
- Gibberula squamosa Boyer, 2003
- Gibberula stella McCleery, 2008
- Gibberula striata (Laseron, 1957)
- Gibberula subbulbosa (Tate, 1878)
- Gibberula subtrigona (P. P. Carpenter, 1864)
- Gibberula sueziensis (Issel, 1869)
- Gibberula tahaukuensis T. Cossignani, 2001
- Gibberula tantula Gofas, 1989
- Gibberula teresitae Espinosa & Ortea, 2019
- Gibberula themisae Espinosa & Ortea, 2007
- Gibberula thetisae Espinosa, Ortea & Caballer, 2011
- Gibberula thomensis (Tomlin, 1919)
- Gibberula turbinata Boyer, 2018
- Gibberula turgidula (Locard & Caziot, 1900)
- Gibberula ubitaensis Espinosa & Ortea, 2000
- Gibberula ubitalta McCleery, 2009
- Gibberula valentinae T. Cossignani & Lorenz, 2020
- Gibberula varicosa Boyer, 2017
- Gibberula veilae Ortea, 2015
- Gibberula velox McCleery, 2008
- Gibberula ventricosa Boyer, 2017
- Gibberula vermiglioi T. Cossignani & Ahuir, 2020
- Gibberula vignali (Dautzenberg & H. Fischer, 1896)
- Gibberula vitium McCleery, 2008
- Gibberula vomoensis Wakefield & McCleery, 2004
- Gibberula watkinsae Ortea, 2015
- Gibberula westeckerorum T. Cossignani & Lorenz, 2021
- Gibberula yidii T. Cossignani, 2006
- Gibberula yoshikoae T. Cossignani & Lorenz, 2019
- Gibberula zambranoae Ortea, 2015
- Gibberula zonata Swainson, 1840

## Systématique
Le genre Gibberula a été créé en 1840 par le zoologiste britannique William Swainson (1789-1855), avec pour espèce type Gibberula zonata par monotypie,.
Gibberula a pour synonymes :
- Dentiginella Laseron, 1957
- Diliculum Barnard, 1962
- Diluculum Barnard, 1962
- Epiginella Laseron, 1957
- Giberula Sowerby, 1842
- Gibrerula Jousseaume, 1884
- Granula Jousseaume, 1875
- Kogomea Habe, 1951
- Lataginella Laseron, 1957
- Phyloginella Laseron, 1957
- Vetaginella Laseron, 1957

## Publication originale
- William Swainson, A treatise on Malacology; or, the natural classification of shells and shell fish, 1840, 419 p. (DOI 10.5962/BHL.TITLE.8027, lire en ligne).